# Trockener Humor
Trockener Humor ist eine Technik des Humors, die ihre Wirkung wesentlich aus der Tatsache bezieht, dass die jeweilige Äußerung nicht erkennbar von Emotionen begleitet ist und deshalb nur indirekt als Witz entlarvt werden kann. Besonders häufig ist der Inhalt einer solcherart vorgebrachten Äußerung sarkastisch.
Als typischer Vertreter des trockenen Humors gilt der britische Humor, der auch sarkastische Inhalte und schwarzen Humor aufweist.